# 대한민국 경제기획원
경제기획원(經濟企劃院, Economic Planning Board, 약칭 : 경기원, EPB)은 국가의 경제 사회 발전을 위한 종합 계획의 수립·운용과 투자 계획의 조정, 예산의 편성과 그 집행의 관리, 중앙행정기관의 기획의 조정과 집행의 심사 분석, 물가 안정 시책 및 대외 경제 정책의 조정에 관한 사무를 관장하는 대한민국의 옛 중앙행정기관이다. 1961년 7월 22일 발족하였으며 1994년 12월 23일 재무부와 통합하여 재정경제원으로 개편되면서 폐지되었다.

## 설치 근거 및 소관 업무
- 정부조직법 [법률 제660호, 1961.07.22 일부개정] 제10조의2[1]
- 경제기획원직제 [각령 제57호, 1961.07.22 제정] 제1조[2]
- 정부조직법 [법률 제1506호, 1963.12.14 전부개정] 제15조[3] 및 제19조[4]

## 연혁
- 1961년 7월 22일 - 경제기획원을 신설. 외청으로 국토건설청을 설치.
- 1961년 10월 2일 - 외청으로 조달청을 설치.
- 1962년 6월 18일 - 국토건설청을 건설부로 승격.
- 1963년 12월 16일 - 조달청을 재무부로 옮김.
- 1963년 12월 17일 - 경제기획원 장관이 부총리급으로 격상.
- 1976년 12월 31일 - 조달청을 재무부에서 옮김.
- 1990년 12월 27일 - 조사통계국을 폐지하고 외청으로 통계청을 설치.
- 1994년 12월 23일 - 재무부와 통합하여 재정경제원으로 개편.

## 조직
| - 감사관 ( 1990.12 ~ 1994.12 ) - 경제교육기획국 ( 1989.07 ~ 1994.12 ) - 경제기획국 ( 1963.12 ~ 1994.12 ) - 경제협력국 ( 1962.06 ~ 1994.12 ) - 공보관 ( 1973.01 ~ 1994.12 ) - 공정거래실 ( 1981.04 ~ 1990.04 ) - 공정거래위원회 ( 1981.04 ~ 1994.12 ) | - 국민생활국 ( 1994.02 ~ 1994.12 ) - 국토건설청 ( 1961.07 ~ 1962.06 ) - 기술관리국 ( 1962.06 ~ 1967.04 ) - 기획관리실 ( 1982.10 ~ 1994.12 ) - 대외경제국 ( 1994.02 ~ 1994.12 ) - 대외경제조정실 ( 1986.03 ~ 1994.02 ) - 물가정책국 ( 1973.01 ~ 1994.02 ) | - 공정거래과 ( 1976.02 ~ 1979.04 ) - 비상계획관 ( 1970.02 ~ 1994.12 ) - 심사평가국 ( 1984.06 ~ 1994.12 ) - 예산국 ( 1961.07 ~ 1979.06 ) - 예산실 ( 1979.06 ~ 1994.12 ) - 예산자문위원회 ( 1962.02 ~ 1994.12 ) - 외자계약심의관 ( 1973.11 ~ 1979.04 ) | - 정책조정국 ( 1984.06 ~ 1994.12 ) - 정책조정국 ( 1979.06 ~ 1981.11 ) - 중앙토지수용위원회 ( 1961.01 ~ 1963.04 ) - 총무과 ( 1961.07 ~ 1994.12 ) - 통계국 ( 1961.07 ~ 1962.06 ) - 투자심사국 ( 1977.12 ~ 1984.06 ) - 투자진흥국 ( 1973.01 ~ 1979.06 ) |

### 외청
- 통계청

## 역대 장관

### 경제기획원장
| 정부        | 대수 | 이름           | 임기                               | 출신지    | 출신학교           | 비고 |
| ----------- | ---- | -------------- | ---------------------------------- | --------- | ------------------ | --- |
| 제 2 공화국 | 초대 | 김유택(金裕澤) | 1961년 7월 22일 ~ 1962년 3월 2일   | 황해 재령 | 규슈 대학교        | 재무부 이재국장&재무부 차관&재무부 장관&제7대 국회의원&주 영국 대사&한국은행 총재                                             |
| 제 2 공화국 | 2대  | 송요찬(宋堯讚) | 1962년 3월 2일 ~ 1962년 6월 18일   | 충남 청양 | 조지 워싱턴 대학교 | 제1야전군사령관&육군 참모총장&국가재건최고회의 국방위원회 위원장&국방부 장관&외무부 장관&내각수반                             |
| 제 2 공화국 | 3대  | 김현철(金顯哲) | 1962년 6월 18일 ~ 1962년 7월 10일  | 경기 양주 | 컬럼비아 대학교    | 기획처 차장&부흥부 장관&재무부 장관&내각수반&헌법위원회 위원&국정자문위원회 위원&주 미국 대사&5·16장학회 이사장&현대그룹 고문 |
| 제 2 공화국 | 4대  | 김유택(金裕澤) | 1962년 7월 10일 ~ 1963년 2월 8일   | 황해 재령 | 규슈 대학교        | 재무부 이재국장&재무부 차관&재무부 장관&제7대 국회의원&주 영국 대사&한국은행 총재                                             |
| 제 2 공화국 | 5대  | 유창순(劉彰順) | 1963년 2월 8일 ~ 1963년 4월 12일   | 평남 안주 | 헤이스팅스 대학교  | 외자청장&부흥부 차관&상공부 장관&국무총리&평화통일자문회의 위원장 한국은행 총재&전국경제인연합회장&호남석유화학 회장          |
| 제 2 공화국 | 6대  | 원용석(元容奭) | 1963년 4월 13일 ~ 1963년 12월 16일 | 충남 당진 | 서울대             | 농림부 차관&농림부 장관&무임소 장관&제4대 국회의원                                                                            |

### 부총리 겸 경제기획원 장관
| 정부        | 대수           | 이름                                | 임기                               | 출신지                     | 출신학교 | 비고 |
| ----------- | -------------- | ----------------------------------- | ---------------------------------- | -------------------------- | --- | --- |
| 제 3 공화국 | 7대            | 김유택(金裕澤)                      | 1963년 12월 17일 ~ 1964년 5월 11일 | 황해 재령                  | 규슈 대학교 | 재무부 이재국장&재무부 차관&재무부 장관&제7대 국회의원&주 영국 대사&한국은행 총재 |
| 제 3 공화국 | 8대            | 장기영(張基榮)                      | 1964년 5월 11일 ~ 1967년 10월 3일  | 경기 경성 (현 서울 용산)   | 선린인터넷고교 | 제9대 국회의원&국제올림픽위원회 위원&조선일보 사장&한국일보 사주 |
| 제 3 공화국 | 9대            | 박충훈(朴忠勳)                      | 1967년 10월 3일 ~ 1969년 6월 3일   | 제주 제주                  | 국방대학교 | 상공부 차관&상공부 장관&국무총리&대통령 권한대행&국정자문회의 자문위원&한국과학기술연구소 이사장&한국무역협회장                                                                                     |
| 제 3 공화국 | 10대           | 김학렬(金鶴烈)                      | 1969년 6월 3일 ~ 1972년 1월 4일    | 경남 고성                  | 주오 대학교 | 경제기획원 차관&재무부 장관 |
| 제 3 공화국 | 11대           | 태완선(太完善)                      | 1972년 1월 4일 ~ 1974년 9월 18일   | 경남 하동                  | 서울대 | 상공부 장관&건설부 장관&제2·5·10대 국회의원&유신정우회장&대한상공회의소 회장 |
| 제 4 공화국 | 11대           | 태완선(太完善)                      | 1972년 1월 4일 ~ 1974년 9월 18일   | 경남 하동                  | 서울대 | 상공부 장관&건설부 장관&제2·5·10대 국회의원&유신정우회장&대한상공회의소 회장 |
| 12대        | 남덕우(南德祐) | 1974년 9월 18일 ~ 1978년 12월 22일  | 경기 광주                          | 오클라호마 주립 대학교     | 재무부 장관&국무총리&코리아헤럴드 회장&한국무역협회장&산학협동재단 이사장                                                                     | |
| 13대        | 신현확(申鉉確) | 1978년 12월 22일 ~ 1979년 11월 22일 | 경북 칠곡                          | 서울대                     | 대구대 교수&외자청장&부흥부 차관&부흥부 장관&국무총리&헌법개정심의위원회 위원장&국정자문회의 상임위원&행정개혁위원회 위원장&제9·10대 국회의원 | |
| 14대        | 이한빈(李漢彬) | 1979년 11월 22일 ~ 1980년 5월 22일  | 함남 함주                          | 서울대&하버드 경영대학원   | 숭실대 총장&재무부 예산국장&재무부 정무차관·사무차관&주 스위스 대사&인간개발연구원 원장·회장&과학기술원 이사장                                | |
| 15대        | 김원기(金元基) | 1980년 5월 22일 ~ 1980년 9월 2일    | 충남 당진                          | LSE                        | 재무부 이재국장·세정차관보&재무부 차관&재무부 차관&한국산업은행 총재&한국도로공사 이사장&한국무역협회장                                       | |
| 16대        | 신병현(申秉鉉) | 1980년 9월 2일 ~ 1982년 1월 4일     | 황해 장연                          | 아메리칸 대학교            | 상공부 장관&한국은행 총재&한국무역협회장 | |
| 16대        | 신병현(申秉鉉) | 1980년 9월 2일 ~ 1982년 1월 4일     | 황해 장연                          | 아메리칸 대학교            | 상공부 장관&한국은행 총재&한국무역협회장 | 제 5 공화국 |
| 17대        | 김준성(金埈成) | 1982년 1월 4일 ~ 1983년 7월 7일     | 경북 대구 (현 경북과 분리)         | 서울대                     | 한국은행 총재 | |
| 18대        | 서석준(徐錫俊) | 1983년 7월 7일 ~ 1983년 10월 7일    | 경북 성주                          | 밴더빌트 대학교            | 행정조정실장&경제기획원 차관&상공부 장관&한국개발연구원 자문위원                                                                              | |
| 19대        | 신병현(申秉鉉) | 1983년 10월 15일 ~ 1986년 1월 8일   | 황해 장연                          | 아메리칸 대학교            | 상공부 장관&한국은행 총재&한국무역협회장 | |
| 20대        | 김만제(金滿堤) | 1986년 1월 8일 ~ 1987년 5월 26일    | 경북 선산 (현 경북 구미)           | 미주리 대학교              | 서강대 교수&재무부 정관&제16대 국회의원&한나라당 정책위원회 의장&한미은행장&한국개발연구원장                                                  | |
| 21대        | 정인용(鄭寅用) | 1987년 5월 26일 ~ 1988년 2월 24일   | 평남 평양 (현 평남과 분리)         | 서울대                     | 경제기획원 차관&재무부 차관&재무부 장관&은행연합회 고문                                                                                       | |
| 노태우 정부 | 22대           | 나웅배(羅雄培)                      | 1988년 2월 25일 ~ 1988년 12월 5일  | 경기 경성 (현 서울)        | 캘리포니아 대학교 버클리 | 아주대 총장&상공부 장관&재무부 장관&제11·12·13·14대 국회의원&해태제과 사장&전국경제인연합회장 |
| 노태우 정부 | 23대           | 조순(趙淳)                          | 1988년 12월 5일 ~ 1990년 3월 17일  | 강원 명주 (현 강원 강릉)   | 캘리포니아 대학교 버클리 | 서울대 교수&서울특별시장&제15대 국회의원&한나라당 총재&한국은행 총재&한국국제경제학회장 |
| 노태우 정부 | 24대           | 이승윤(李承潤)                      | 1990년 3월 17일 ~ 1991년 2월 18일  | 경기 인천 (현 경기와 분리) | 위스콘신 대학교 | 서경대 교수&재무부 장관&제9·10·13·14대 국회의원&민주자유당 정책위원회 의장&해외건설협회장 |
| 노태우 정부 | 25대           | 최각규(崔珏圭)                      | 1991년 2월 18일 ~ 1993년 2월 24일  | 강원 명주 (현 강원 강릉)   | 서울대 | 강원도지사&재무부 차관&경제기획원 차관&상공부 장관&농수산부 장관&제13대 국회의원 |
| 문민 정부   | 26대           | 이경식(李經植)                      | 1993년 2월 25일 ~ 1993년 12월 21일 | 경북 의성                  | 고려대 | 체신부 차관&한국은행 총재 |
| 문민 정부   | 27대           | 정재석(丁渽錫)                      | 1993년 12월 21일 ~ 1994년 10월 4일 | 전북 장수                  | 서울대 | 건설부 차관&경제기획원 차관&교통부 장관&상공부 장관 |
| 문민 정부   | 28대           | 홍재형(洪在馨)                      | 1994년 10월 4일 ~ 1994년 12월 23일 | 충북 청주                  | 서울대 | 대통령비서실 경제수석비서관&관세청장&재무부 기획관리실장·제1차관보&재무부 장관 제16·17·18대 국회의원&민주통합당 최고위원&국회 예산결산특별위원회 위원장&국회 부의장&한국수출입은행장&한국외환은행장 |

## 역대 차관

### 경제기획원 부원장
| 정부        | 대수 | 이름           | 임기                               | 출신지    | 출신학교              | 비고                                                                    |
| ----------- | ---- | -------------- | ---------------------------------- | --------- | --------------------- | ----------------------------------------------------------------------- |
| 제 2 공화국 | 초대 | 송정범(宋正範) | 1961년 9월 28일 ~ 1962년 6월 29일  | 경북 봉화 | 일본 대분고등상업학교 | 부흥부 기획국장·조정국장&경제기획원 기획통제관                          |
| 제 2 공화국 | 2대  | 차균희(車均禧) | 1962년 6월 29일 ~ 1963년 6월 28일  | 평북 의주 | 일본 도쿄대           | 경제기획원 기획부원장보&부흥부 기획국장&부흥부 사무차관&농림부 장관     |
| 제 2 공화국 | 3대  | 김학렬(金鶴烈) | 1963년 6월 28일 ~ 1963년 12월 16일 | 경남 고성 | 일본 주오대           | 재무부 사세국장·예산국장·기획조정관·운영부원장보&재무부 장관&경제부총리 |

### 경제기획원 차관
| 정부        | 대수           | 이름                                | 임기                               | 출신지                     | 출신학교 | 비고 |
| ----------- | -------------- | ----------------------------------- | ---------------------------------- | -------------------------- | --- | --- |
| 제 3 공화국 | 3대            | 김학렬(金鶴烈)                      | 1963년 12월 17일 ~ 1966년 9월 26일 | 경남 고성                  | 일본 주오대 | 재무부 사세국장·예산국장·기획조정관·운영부원장보&재무부 장관&경제부총리                                                                        |
| 제 3 공화국 | 4대            | 김태동(金泰東)                      | 1966년 9월 27일 ~ 1968년 5월 22일  | 충북 괴산                  | 메이지 대학교 | 교통부 차관&체신부 장관&보건사회부 장관&전국경제인연합회 이사&가족계획연구원 이사장&코리아헤럴드 사장                                          |
| 제 3 공화국 | 5대            | 장예준(張禮準)                      | 1968년 5월 2일 ~ 1972년 1월 4일    | 황해 봉산                  | 밴더빌트 대학교 | 경제기획원 운영차관보&상공부 장관&건설부 장관&동력자원부 장관&주 사우디아라비아 대사&국민은행 이사장&대한건설진흥회장                          |
| 제 3 공화국 | 6대            | 이재설(李載卨)                      | 1972년 1월 4일 ~ 1974년 2월 1일    | 경기 경성 (현 서울)        | 서울대 | 재무부 재정차관보&재무부 차관&건설부 차관&체신부 장관&농수산부 장관                                                                            |
| 제 4 공화국 | 6대            | 이재설(李載卨)                      | 1972년 1월 4일 ~ 1974년 2월 1일    | 경기 경성 (현 서울)        | 서울대 | 재무부 재정차관보&재무부 차관&건설부 차관&체신부 장관&농수산부 장관                                                                            |
| 7대         | 최각규(崔珏圭) | 1974년 2월 1일 ~ 1975년 12월 19일   | 강원 명주 (현 강원 강릉)           | 서울대                     | 강원도지사&재무부 세관국장·기획관리실장·세정차관보·재정차관보&재무부 차관&상공부 장관&경제부총리&제13대 국회의원                                                                            | |
| 8대         | 장덕진(張德鎭) | 1975년 12월 24일 ~ 1977년 12월 20일 | 강원 춘천                          | 고려대                     | 재무부 재정차관보&농수산부 차관&농수산부 장관&경제정책자문회의 위원&제8대 국회의원&대한축구협회장                                                                                           | |
| 9대         | 서석준(徐錫俊) | 1977년 12월 23일 ~ 1979년 1월 10일  | 경북 성주                          | 밴더빌트 대학교            | 대통령비서실 경제제1수석비서관&행정조정실장&경제기획원 물가정책국장·기획국장·기획차관보&상공부 장관&경제부총리&한국개발연구원 자문위원                                                      | |
| 10대        | 정재석(丁渽錫) | 1979년 1월 10일 ~ 1979년 12월 12일  | 전북 장수                          | 서울대                     | 경제기획원 기획관리실장&건설부 차관&교통부 장관&상공부 장관&경제부총리&국제경제연구원장 | |
| 11대        | 이선기(李宣基) | 1979년 12월 20일 ~ 1980년 5월 29일  | 경북 선산 (현 경북 구미)           | 영남대                     | 행정조정실장&조달청장&경제기획원 투자진흥관·경제협력차관보&동력자원부 장관&한국정보기술연구원장                                                                                             | |
| 12대        | 서석준(徐錫俊) | 1980년 5월 29일 ~ 1980년 9월 2일    | 경북 성주                          | 서울대                     | 대통령비서실 경제제1수석비서관&행정조정실장&경제기획원 물가정책국장·기획국장·기획차관보&상공부 장관&경제부총리&한국개발연구원 자문위원                                                      | |
| 13대        | 최창락(崔昌洛) | 1980년 9월 9일 ~ 1982년 1월 5일     | 경기 용인                          | 서울대                     | 대통령비서실 경제수석비서관&행정조정실장&통계청장&경제기획원 조사통계국장·경제협력국장·운영차관보 상공부 차관&동력자원부 장관&공정거래위원회 위원장&한국은행 총재&한국인간개발연구원 이사장 | |
| 13대        | 최창락(崔昌洛) | 1980년 9월 9일 ~ 1982년 1월 5일     | 경기 용인                          | 서울대                     | 대통령비서실 경제수석비서관&행정조정실장&통계청장&경제기획원 조사통계국장·경제협력국장·운영차관보 상공부 차관&동력자원부 장관&공정거래위원회 위원장&한국은행 총재&한국인간개발연구원 이사장 | 제 5 공화국 |
| 14대        | 정인용(鄭寅用) | 1982년 1월 5일 ~ 1983년 7월 12일    | 평남 평양 (현 평남과 분리)         | 서울대                     | 재무부 차관&재무부 장관&경제부총리&은행연합회 고문 | |
| 15대        | 김흥기(金興起) | 1983년 7월 12일 ~ 1985년 7월 12일   | 강원 명주 (현 강원 강릉)           | 서울대                     | 통계청장&전매청장&경제기획원 투자진흥국장·외자관리국장·조사통계국장&재무부 차관&산업은행 총재                                                                                               | |
| 16대        | 문희갑(文熹甲) | 1985년 7월 12일 ~ 1988년 12월 5일   | 경북 달성 (현 대구 달성)           | 테네시 대학교              | 대구광역시장&대통령비서실 경제수석비서관&경제기획원 예산실장&제12·13대 국회의원 | |
| 16대        | 문희갑(文熹甲) | 1985년 7월 12일 ~ 1988년 12월 5일   | 경북 달성 (현 대구 달성)           | 테네시 대학교              | 대구광역시장&대통령비서실 경제수석비서관&경제기획원 예산실장&제12·13대 국회의원 | 노태우 정부 |
| 17대        | 이형구(李炯九) | 1988년 12월 13일 ~ 1990년 3월 19일  | 충남 청양                          | 서울대                     | 경제기획원 정책조정국장&재무부 이재국장&건설부 차관&재무부 차관&노동부 장관&공정거래위원회 위원장                                                                                           | |
| 18대        | 이진설(李鎭卨) | 1990년 3월 19일 ~ 1991년 2월 18일   | 경북 선산 (현 경북 구미)           | 맨체스터 대학교            | 서울산업대 총장&대통령비서실 경제수석비서관&경제기획원 기획국장·예산실장&재무부 차관보&건설부 차관&건설부 장관&공정거래위원회 위원장                                                        | |
| 19대        | 진념(陳稔)     | 1991년 2월 19일 ~ 1991년 5월 26일   | 전북 부안                          | 스탠퍼드 대학교 경영대학원 | 경제기획원 공정거래실장·기획차관보&재무부 차관&동력자원부 장관&노동부 장관&기획예산처 장관&경제부총리                                                                                       | |
| 20대        | 강현욱(姜賢旭) | 1991년 5월 27일 ~ 1992년 1월 9일    | 전북 군산                          | 서울대                     | 전라북도지사&재무부 이재국장·예산실장&동력자원부 차관&농림수산부 장관&한경부 장관&제15·16대 국회의원                                                                                        | |
| 21대        | 한갑수(韓甲洙) | 1992년 1월 9일 ~ 1993년 3월 3일     | 전남 나주                          | 서울대                     | 환경처 차장&농림부 장관&제10·11대 국회의원&한국가스공사 사장&한국산업경제연구원장 | |
| 문민 정부   | 22대           | 김영태(金英泰)                      | 1993년 3월 4일 ~ 1993년 12월 27일  | 경기 경성 (현 서울)        | 서울대 | 경제기획원 대외경제조정실장·기획관리실장 |
| 문민 정부   | 23대           | 한이헌(韓利憲)                      | 1993년 12월 ~ 1994년 10월 4일      | 경남 김해 (현 부산 북구)   | 서울대 | 대통령비서실 경제수석비서관&경제기획원 정책조정국장·경제기획국장&공정거래위원회 위원장&제15대 국회의원&국가경영전략연구원장                    |
| 문민 정부   | 24대           | 강봉균(康奉均)                      | 1994년 10월 6일 ~ 1994년 12월 23일 | 전북 군산                  | 한양대학교 | 대통령비서실 정책기획수석비서관&행정조정실장&경제기획원 경제기획국장·차관보&노동부 차관&재정경제부 장관&제16·17·18대 국회의원&한국개발연구원장 |

## 역할과 위상
경제기획원은 경제 정책을 총괄하는 컨트롤타워 역할을 하였다. 즉, 경제개발 5개년 계획·정부 예산 편성·국가 자원 배분 등을 통해 60~70년대 한국 경제 개발을 주도한 개발연대 그 자체인 것이다. 또한 경기원은 우수한 경제 인재를 발굴하고 육성하기도 하였다. 이렇게 육성된 관료들은 훗날 그린벨트 설치, 부가가치세 도입, 의료보험과 같은 전문성 있는 제도들을 시행하는 데에도 큰 도움이 되었다.
경기원은 70년대까지는 주로 수출 촉진을 통한 경제 개발을 지향했다. 하지만 70년대 말부터 경제의 판도가 바뀌기 시작했다. 제2차 석유파동으로 인한 경제 위기가 닥치자 정책을 바꿔야 한다는 말이 나오기 시작했다. 하지만, 박정희 당시 대통령은 경제 정책에 대한 자신감을 잃어가며, 수출 위주의 경제 정책만을 외쳤고, 장관들도 이를 따랐다. 극심한 인플레이션, 중화학 공업에 대한 과잉투자, 부동산 투기 등의 국내 문제까지 이어지자 경제 안정화 계획에 불이 붙기 시작한 것이다. 경제 정책에 문외한이나 다름없던 전두환 대통령은 경제 정책을 부총리에게 맡기다시피 했고, 이후 수출 중심 정책에서 물가 안정화 정책으로 중심축이 옮겨지면서 한국 경제의 패러다임을 바꾸게 되는 계기가 되기도 했다.
경기원은 1994년 12월 정부조직법 개편으로 폐지되는데 이는 김영삼 대통령이 강력히 밀어붙인 결과였다. 경기원은 재무부가 소관하는 업무와 공통점이 많았는데 부처는 2개로 나뉘어 있어서, 그동안 정책에 효율성이 떨어졌다는 비판이 있었다. 따라서, 경기원과 재무부와 통합은 주로 환영받는 분위기였다. 하지만 군사정부 시절의 흔적을 지우기 위해 무리하게 경기원의 문을 닫았고, 이것이 IMF를 초래한 하나의 이유가 되었다는 주장도 있다.
경기원 장관은 경제부총리 직을 겸했는데 이는 타 부처보다 한 단계 높은 위치에 있음을 의미했다. 재무부에 대해서도 우위를 점하고 있어 장기영, 김학렬 부총리 때에는 재무장관이 3명씩 바뀌었는데 부총리가 결정하고 대통령이 임명장을 준 셈이나 다름없을 정도였다. 경제 분야에 대해서는 사실상 경제부총리가 인사권자였다. 경기원은 부총리 지위 덕에 타 경제 부처에 대한 통제권을 거머쥐게 된 셈이다. 이를 바탕으로 경기원 장관은 경제 관련 부처 사이에 이견이 있을 시, 이를 조정하여 국무회의에 보고하는 역할을 했다. 그 덕에 하나의 정책에 이견이 있어도 결정을 빨리빨리 할 수 있었고, 그렇게 결정된 정책을 신속히 집행하여 유례없는 경제 개발을 할 수 있었다는 것이다. 즉, 다른 부의 장관보다 한 단계 높은 직급을 부여하여 하나의 '경제팀'을 이끌어 가는 리더의 역할을 수행한 셈이다.